# Залесский, Игнатий Павлович
Игна́тий Па́влович Зале́сский (26 июля 1850, Варшавская губерния — 21 февраля 1909, Москва) — русский архитектор и реставратор, академик архитектуры Императорской Академии художеств.

## Биография
В 1878 году окончил научный курс Императорской Академии художеств, получив звание классного художника архитектуры 1 степени (1879). В 1883 году получил звание академика архитектуры. 
В начале 1880-х годов работал в Санкт-Петербурге. С 1884 года служил сверхштатным техником Строительного отделения Московского губернского правления, позднее был зачислен в штат. В 1885—1905 годах являлся архитектором Межевой канцелярии. С 1892 по 1905 годы состоял архитектором Екатерининского и Александровского институтов, а с 1900 по 1904 годы — Вдовьего дома. Действительный член Петербургского общества архитекторов.
В Петербурге жил по адресу Захарьевская улица, 27. В Москве — в Хохловском переулке, затем — на Спиридоновке, 9/2. В 1905 и 1906 годах проживал в Хохловском переулке в доме Межевой канцелярии. В 1907 году проживал на Долгоруковской в доме 93. В 1908 и 1909 годах проживал в доме 19 на Чистых Прудах.

## Проекты и постройки

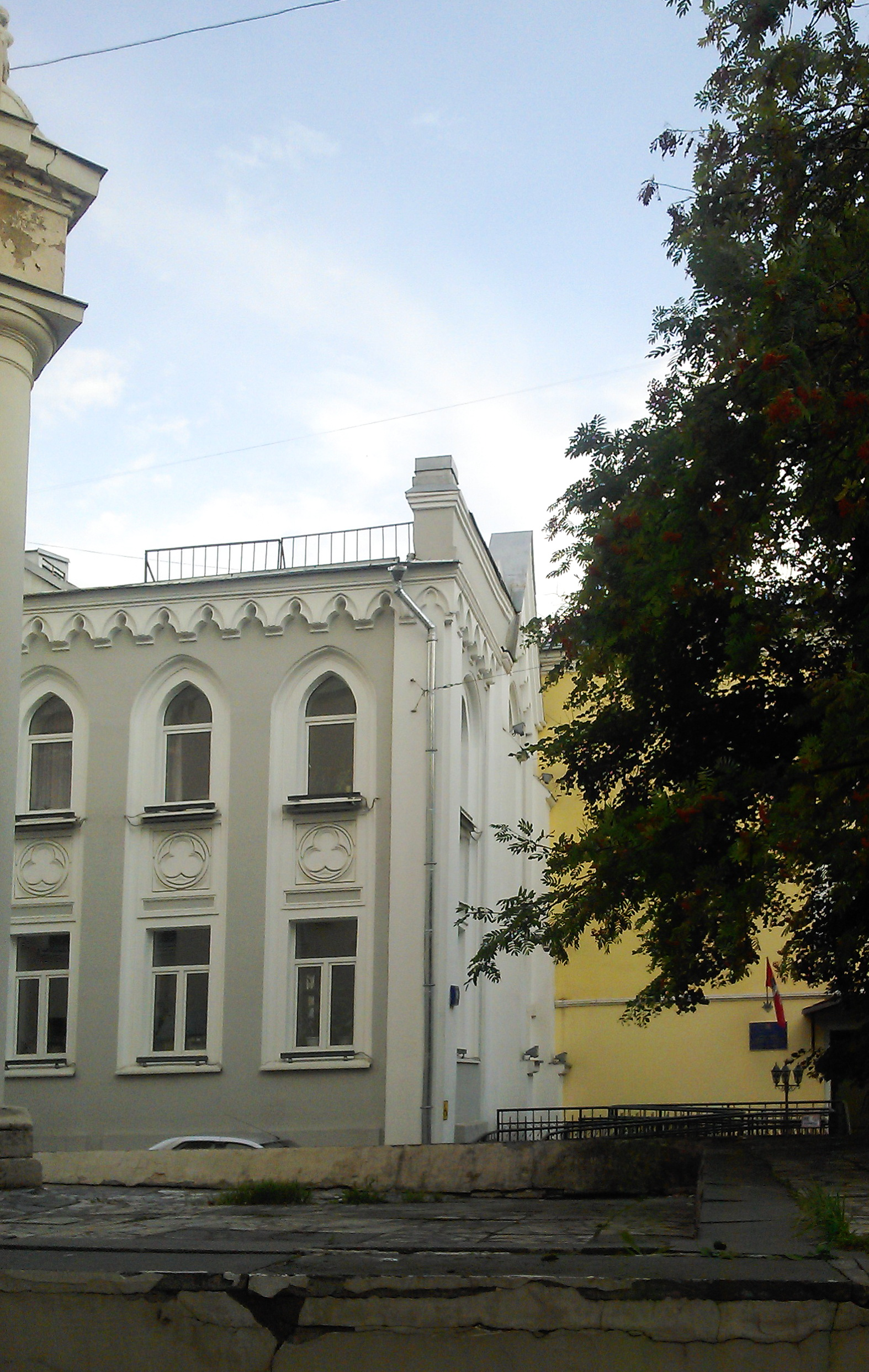
Здание библиотеки женской гимназии (1904—1905, Москва, Милютинский переулок, 18)

### Москва
- Храм Иконы Божией Матери «Знамение» при 2-й Городской больнице имени князя А. А. Щербатова. Ленинский проспект, 10 (1881). Объект культурного наследия регионального значения[12];
- Здание Алексеевского приюта для раненых, увечных и престарелых офицеров. Санкт-Петербургское шоссе близ села Всехсвятского, ныне район метро Аэропорт (1893; не сохранилось);
- Доходный дом П. А. Хвощинского. Улица Маросейка, 9/2/13, правое строение (1896). Заявленный объект культурного наследия[12];
- Общеклиническая амбулатория имени В. А. Алексеевой (совместно с К. М. Быковским). Большая Пироговская улица, 2/6, стр. 3 (1896)[13];
- Перестройка городской усадьбы Алексеевых. Малая Дмитровка, 14 (1890-е)[14];
- Балкон городской усадьбы князя И. М. Оболенского — И. И. Некрасова — А. А. Катуар-де-Бионкур. Гоголевский бульвар 4/3 (1903)[12];
- Здание библиотеки женской гимназии. Милютинский переулок, 18 (1904—1905);
- Перестройка жилого дома. Манежная улица, 9 (1904);
- Перестройка флигелей Почтамта. Мясницкая улица, 26 (1904);

### Санкт-Петербург
- Доходный дом. Таврическая улица, 23 (1880)[15];
- Еврейский сиротский дом. 10 линия Васильевского острова, 37 (1881—1882; надстроено)[16][15].

### Другие места
- Восстановление Ильинской церкви. Село Пруссы, Коломенский район Московской области (1880-е; руинирована)[17];
- Здание судебных учреждений (участие в строительстве, по проекту Н. П. Высоцкого)[18]. Улица Ленина, 32 Витебск (1882—1883);
- Церковь с. Суково Коломенского уезда (1908).